# Anna Maria Carpi
Anna Maria Carpi (Milán, 22 de marzo de 1939) es una escritora, traductora y académica italiana. Recibió el Premio Cardulli alla Carrera 2014 por su obra literaria y el Premio Nazionale per la Traduzione 2011 por sus traducciones de poesía alemana al italiano y la difusión de poesía del siglo XX. 

## Biografía
Nació en Milán en 1939, de madre italiana y padre irlandés. Estudió lengua y literatura extranjeras en la Universidad de Milán. Vivió en Bonn, Berlín y Moscú. 
Enseñó literatura alemana en la Universidad di Macerata (1968-80) y en la Universidad Ca' Foscari de Venecia (1980-2009) y desde 2001 enseñó traducción literaria en alemán en la Statale de Milán hasta su jubilación. 
Durante su época en Venecia empezó a publicar sus poemas, primero en revistas y compilaciones, para lograr su primera publicación en solitario en 1993, tras recibir el Premio Nazionale Letterario Pisa por su poesía ese mismo año. Trata temas como el amor y la nacionalidad. Ha sido traducida a varias lenguas.
Combinó la poesía con la traducción, recibiendo múltiples reconocimientos en este campo. La traducción de A metà partita de Durs Grünbein recibió el Premio Monselice en el año 2000. Por sus traducciones de poesía alemana (lírica de Friedrich Nietzsche, Gottfried Benn, Paul Celan, Hans Magnus Enzensberger, Heiner Müller, Durs Günbein, Krueger, Heinrich von Kleist) obtuvo en 2012 el Premio nazionale per la traduzione. Sería autora, además, de biografías de los autores que traducía, como Kleist. En septiembre de 2015 recibió el Premio Città di Sant' Elpidio a Mare, por la mejor traducción italiana de poesía extranjera. Formó parte del jurado Premio Monselice y del Premio internacional Wuerth de Stoccarda y desde 2013 del Akademie der Sprache und der Dichtung di Darmstadt. En 2014 recibió el Premio Carducci a la carrera.
Es miembro de la Academia Alemana de la Lengua y la Poesía.

## Premios
1993- Premio Nazionale Letterario Pisa.
2000- Premio Monselice a la traducción literaria y científica  (por la traducción de A metà partita de D. Grubein).
2012- Premio nazionale per la traduzione 2011.
2014- Premio Carducci de poesía a la carrera.
2015-  Premio Città di Sant' Elpidio a mare, por la mejor traducción italiana de poesía extranjera. 

## Trabajos

### Poesía (monográficos)
- A morte Talleyrand, Údine, Campanotto, 1993.
- Compagni corpi. Tutte le poesie 1992-2002, Milán, Scheiwiller, 2004.
- E tu fra i due chi sei, Milán, Scheiwiller, 2007.
- L'asso nella neve. Poesie 1990-2010, Massa, Transeuropa, 2011, (primera y segunda edición).
- Quando avrò tempo. Poesie 2010-12, Massa, Transeuropa, 2013.
- Entweder bin ich unsterblich, Mónaco, Edición Lyrik Kabinett de Hanser, traducción por Piero Salabé, epílogo por Durs Grünbein.
- L'animato porto, Milán, La Vita Felice, 2015.
- E io che intanto parlo. Poesie 1990-2015, Milán, Marcos y Marcos, 2016.
- Né io né tu né voi, Milán, La Vita Felice, 2018.
- Doroghie drughie, Petersburgo, Edición Aleteija, 2018, traducción por T. Stamova.
- E non si sa a chi chiedere, Milán, Marcos y Marcos, 2020.

### Novelas
- Racconto di gioia e di nebbia, Milán, El Saggiatore, 1995.
- E sarai per sempre giovane, Turín, Bollati Boringhieri, 1996, (traducción al alemán: Forever young, Rowohlt, Reinbek 1997).
- Il principe scarlatto, Milán, La Tortuga, 2002.
- Un inquieto batter d'ali. Vita di H.v.Kleist , Milán, Mondadori, 2005 (*Kleist. Ein Leben, Berlín, Insel, 2011)[8]
- Il mio nome era un altro. Due bambini dell'Est , Roma, Perrone, 2013.

### Cuentos
- Parenti via, in “Osservatore politico-letterario”, XII, 1, 1976
- Come state?, ivi, X,10, 1977
- Se queste lettere vi appaiono confuse, en “Nuovi Argomenti”, 59-60, 1978
- Ada, en “La linea d'ombra”, 119, 1996
- From the story of the green dress, en “The Massachusetts Review”, XXXVIII, 3, 1997
- Racconti di yurte e di steppe, en “La linea d'ombra”, 139, 1998
- La clandestine en “Le Nord”, Lille, 3, 1999
- Tagtraeume, en "Zukunft? Zukunft (6 autoras sobre el “futuro”)", Gehrke, Tuebingen, 2000
- Originaliter utendo, en “Belfagor”, XVI, 2001
- Piccola Anna, Querini-Stampalia, Venecia 2007
- Uomini ultimo atto, Moretti & Vitales, Bergamo 2015